# Trofeo de los Escaladores
El Trofeo de los Escaladores (en francés Trophée des Grimpeurs) es una carrera ciclista francesa de un solo día que se disputa por los alrededores de Argenteuil, en el departamento de Val-d'Oise. 
La primera edición se disputó en 1913 en Chanteloup-les-Vignes (Yvelines) con el nombre de Polymultipliée, nombre que mantuvo hasta 1970, cuando adoptó el nombre actual. Desde 2005 la carrera forma parte de la UCI Europe Tour, con una categoría 1.1. Al mismo tiempo, forma parte de la Copa de Francia de ciclismo.

## Palmarés
| Año  | Vencedor                  | Segundo                   | Tercero                        |
| ---- | ------------------------- | ------------------------- | ------------------------------ |
| 1913 | Georges Fusier            | Eugène Philippe           | José Pelletier                 |
| 1914 | Eugène Christophe         | Fernand Grange            | Pannier                        |
| 1921 | Georges Habert            | V. Philippe               | Erpelding                      |
| 1922 | Fernand Canteloube        | Georges Davoine           | Auguste Wambst                 |
| 1923 | Charles Lacquehay         | Jean Brunier              | Charles Pélissier              |
| 1924 | Pierre Bachellerie        | J. Maurel                 | Antoine Cordero                |
| 1925 | Georges Davoine           | Pruvost                   | Charles Dumont                 |
| 1926 | Pierre Bachellerie        | Henri Sausin              | Roger Pipoz                    |
| 1927 | Pierre Bachellerie        | Charles Parel             | Charles Dumont                 |
| 1928 | Joseph Normand            | Francis Bouillet          | Louis Vapaille                 |
| 1929 | Joseph Normand            | Guitton                   | Marcel Mazeyrat                |
| 1930 | Eugène Faure              | Marcel Mazeyrat           | Léon Fichot                    |
| 1931 | Marcel Mazeyrat           | Eugène Faure              | Auguste Pitte                  |
| 1932 | Léon Fichot               | François Ondet            | Jean Montpied                  |
| 1933 | Jean Montpied             | Marcel Mazeyrat           | Ludwig Geyer                   |
| 1934 | Marcel Mazeyrat           | Albert Gabard             | Paul Egli                      |
| 1935 | Léon Level                | Louis Minardi             | Jean Galle                     |
| 1936 | André Auville             | Georges Roux              | Séverin Vergili                |
| 1937 | Louis Thiétard            | Luigi Barral              | Benoît Fauré                   |
| 1938 | René Vietto               | Jean-Marie Goasmat        | Robert Godard                  |
| 1939 | Lucien Le Guével          | Amédée Rolland            | Paul Rossier                   |
| 1941 | Jean-Marie Goasmat        | Georges Catte             | Jean-Jacques Lamboley          |
| 1942 | Jean-Marie Goasmat        | Paul Rossier              | Bruno Carini                   |
| 1943 | Amédée Rolland            | Jean-Marie Goasmat        | Albertin Disseaux              |
| 1944 | Gaston Grimbert           | Manuel Huguet             | Amédée Rolland                 |
| 1946 | Pierre Baratin            | Fermo Camellini           | Auguste Mallet                 |
| 1947 | Jean Blanc                | Georges Martin            | Gaston Rousseau                |
| 1948 | Pierre Baratin            | Raymond Pietre            | Raphaël Géminiani              |
| 1949 | Apo Lazaridès             | Georges Martin            | Alfredo Pasotti                |
| 1950 | Raphaël Géminiani         | Marcel Ernzer             | Pierre Molinéris               |
| 1951 | Raphaël Géminiani         | Wout Wagtmans             | Roger Buchonnet                |
| 1952 | Jean Robic                | Wout Wagtmans             | Jésus Martinez                 |
| 1953 | Antonin Canavèse          | Henri Bertrand            | Richard Van Genechten          |
| 1954 | Richard Van Genechten     | Jean Robic                | Antonin Canavèse               |
| 1955 | Valentin Huot             | Jean Cottalorda           | Maurice Lampre                 |
| 1956 | Richard Van Genechten     | Valentin Huot             | Jacky Bovay                    |
| 1957 | Louis Bergaud             | Maurice Lampre            | Serge David                    |
| 1958 | Louis Bergaud             | Raymond Meyseng           | Robert Cazala                  |
| 1959 | René Pavard               | André Le Dissez           | Raymond Mastrotto              |
| 1960 | René Vanderveken          | Marcel Queheille          | Louis Bergaud                  |
| 1961 | Edouard Bihouée           | Simon Leborgne            | Gilbert Salvador               |
| 1962 | Louis Rostollan           | Jean-Claude Lebaube       | Raymond Mastrotto              |
| 1964 | André Le Dissez           | Robert Cazala             | Jean-Claude Lebaube            |
| 1967 | Julio Jiménez             | Paul Gutty                | Raymond Poulidor               |
| 1968 | Jean Jourden              | Julio Jiménez             | Gilles Locatelli               |
| 1969 | Raymond Delisle           | Antoon Houbrechts         | Alain Vasseur                  |
| 1970 | Lucien Aimar              | Joseph Bruyère            | Robert Bouloux                 |
| 1972 | Joop Zoetemelk            | Jacques Botherel          | Jean-Pierre Danguillaume       |
| 1973 | Luis Ocaña                | Joop Zoetemelk            | Cyrille Guimard                |
| 1975 | Antoine Gutierez          | Bernard Labourdette       | Firmino Bernardino             |
| 1976 | Lucien van Impe           | Bernard Vallet            | Michel Laurent                 |
| 1977 | Raymond Delisle           | Michel Le Denmat          | Pierre-Raymond Villemiane      |
| 1979 | Joop Zoetemelk            | Pierre-Raymond Villemiane | Gilbert Chaumaz                |
| 1980 | Raymond Martin            | Régis Ovion               | Robert Millar                  |
| 1981 | Dominique Celle           | Jean Chassang             | Jan Nevens                     |
| 1982 | Pierre-Raymond Villemiane | Bernard Vallet            | Raymond Martin Christian Corre |
| 1983 | Kim Andersen              | Régis Clère               | Christian Corre                |
| 1984 | Marc Madiot               | Laurent Fignon            | Kim Andersen                   |
| 1985 | Martial Gayant            | Yvon Madiot               | Bruno Wojtinek                 |
| 1986 | Eric Caritoux             | Jacques Décrion           | Gilles Sanders                 |
| 1987 | Charles Bérard            | Gilles Sanders            | Denis Leproux                  |
| 1988 | Stéphane Morjean          | Fabrice Philipot          | Luc Leblanc                    |
| 1989 | Henri Abadie              | Denis Roux                | Jérôme Simon                   |
| 1990 | Luc Roosen                | Laurent Madouas           | Luc Leblanc                    |
| 1991 | Atle Kvålsvoll            | Richard Virenque          | Marc Madiot                    |
| 1992 | Marc Madiot               | Richard Virenque          | François Lemarchand            |
| 1993 | Thierry Claveyrolat       | Didier Rous               | Eric Caritoux                  |
| 1994 | Richard Virenque          | Scott Sunderland          | Didier Rous                    |
| 1995 | Armand de Las Cuevas      | Emmanuel Magnien          | Richard Virenque               |
| 1996 | Stéphane Heulot           | Riccardo Forconi          | Laurent Desbiens               |
| 1997 | Davide Rebellin           | Mauro Gianetti            | Laurent Roux                   |
| 1998 | Pascal Hervé              | Laurent Desbiens          | Christophe Agnolutto           |
| 1999 | Laurent Roux              | Bobby Julich              | Christopher Jenner             |
| 2000 | Patrice Halgand           | Christophe Moreau         | Walter Bénéteau                |
| 2001 | Didier Rous               | Laurent Brochard          | David Moncoutié                |
| 2002 | Sylvain Chavanel          | Laurent Paumier           | Franck Bouyer                  |
| 2003 | Didier Rous               | Marlon Perez              | Jérôme Pineau                  |
| 2004 | Christophe Moreau         | Philippe Gilbert          | Jérôme Pineau                  |
| 2005 | Philippe Gilbert          | Yoann Le Boulanger        | Nicolas Inaudi                 |
| 2006 | Didier Rous               | Philippe Gilbert          | Tristan Valentin               |
| 2007 | Anthony Geslin            | Maxime Mederel            | Sylvain Chavanel               |
| 2008 | David Le Lay              | Steve Chainel             | Gianni Meersman                |
| 2009 | Thomas Voeckler           | Anthony Geslin            | Nicolas Jalabert               |